# Dorothy Davenport

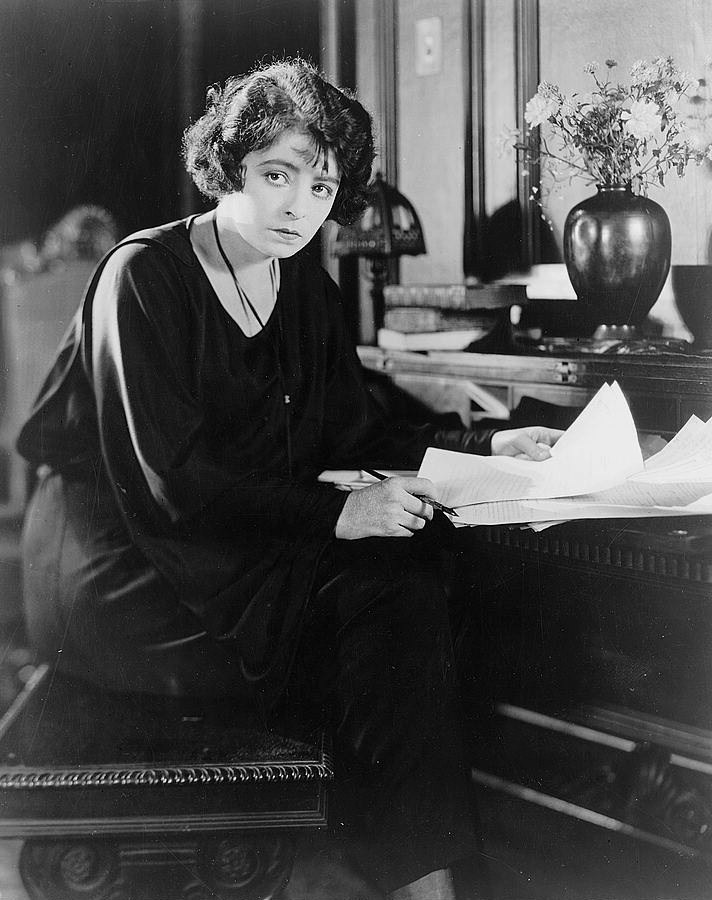
Dorothy Davenport (1923)

Dorothy Davenport (* 13. März 1895 in Boston, Massachusetts, USA; † 12. Oktober 1977 in Los Angeles, Kalifornien, USA) war eine US-amerikanische Schauspielerin, Drehbuchautorin, Regisseurin und Filmproduzentin.

## Leben
Davenport stammte aus einer Theaterfamilie. Ihr Großvater Edward Loomis Davenport sen., ihre Tante Fanny Davenport und ihr Vater Harry Davenport waren zu ihrer Zeit bekannte Theaterschauspieler, überdies wurde Harry in den 1930er- und 1940er-Jahren ein gefragter Hollywood-Charakterdarsteller. Dorothy Davenport begann etwa 15-jährig im Jahr 1910 ihre Karriere als Filmschauspielerin. Sie war von 1912 bis zu dessen Tod im Januar 1923 mit dem Stummfilmstar Wallace Reid verheiratet. Reid starb an den Folgen einer Abhängigkeit an Morphin, das ihm einige Jahre zuvor ein Arzt nach einer Verletzung verschrieben hatte, ohne dass Reid die genaue Wirkung von Morphin kannte. Danach engagierte sich Davenport öffentlich gegen Drogenkonsum.
Angelehnt an das Schicksal ihres Ehemannes, produzierte Davenport den im Juni 1923 veröffentlichten Film Human Wreckage, in dem sie die Ehefrau eines Drogenabhängigen spielte. Der Film sollte über die Gefahr von Drogenabhängigkeit durch scheinbar harmlose Medikamente aufmerksam machen. Danach verlegte sich Dorothy Davenport, oftmals auch als Mrs. Wallace Reid im Vor- oder Abspann erwähnt, vermehrt auf Tätigkeiten hinter der Kamera: sie wurde Produzentin, Drehbuchautorin und gelegentlich auch Regisseurin, diese Tätigkeiten waren zu ihrer Zeit ansonsten stark männerdominiert. Nach dem Erfolg von Human Wreckage produzierte sie in den 1920er- und 1930er-Jahren noch eine Reihe weiterer Filme, die soziale Themen wie Prostitution (The Red Kimono, 1925) oder Zwangsehe (Linda, 1929) aufgriffen. Sie arbeitete bis in die 1950er-Jahre in verschiedenen Funktionen im Filmgeschäft.
Dorothy Davenport starb 1977 im Alter von 82 Jahren im Motion Picture & Television Country House and Hospital in Woodland Hills, Los Angeles, Kalifornien. Sie wurde neben ihrem Ehemann auf dem Forest Lawn Memorial Park Cemetery in Glendale bestattet.

## Filmografie (Auswahl)

### Als Schauspielerin
- 1910: A Mohawk’s Way (Kurzfilm)
- 1910: The Oath and the Man (Kurzfilm)
- 1910: Examination Day at School (Kurzfilm)
- 1910: The Iconoclast (Kurzfilm)
- 1910: A Gold Necklace (Kurzfilm)
- 1910: The Broken Doll (Kurzfilm)
- 1910: Two Little Waifs (Kurzfilm)
- 1910: Waiter No. 5 (Kurzfilm)
- 1910: The Fugitive (Kurzfilm)
- 1910: The Troublesome Baby (Kurzfilm)
- 1910: The Golden Supper (Kurzfilm)
- 1911: Vengeance Hath Been Had (Kurzfilm)
- 1911: Out of Darkness (Kurzfilm)
- 1911: His Dream (Kurzfilm)
- 1911: The Best Man Wins (Kurzfilm)
- 1912: The Lost Address (Kurzfilm)
- 1912: A Brave Little Woman (Kurzfilm)
- 1912: A Matinee Mix–Up (Kurzfilm)
- 1912: Inbad, the Count (Kurzfilm)
- 1912: The Feudal Debt (Kurzfilm)
- 1912: The Bachelor and the Baby (Kurzfilm)
- 1912: The Cub Reporter’s Big Scoop (Kurzfilm)
- 1912: The Torn Letter (Kurzfilm)
- 1912: A Pair of Baby Shoes (Kurzfilm)
- 1912: Her Indian Hero (Kurzfilm)
- 1912: Uncle Bill (Kurzfilm)
- 1912: The Boomerang (Kurzfilm)
- 1912: His Only Son (Kurzfilm)
- 1912: The Border Parson (Kurzfilm)
- 1912: Fatty’s Big Mix–Up (Kurzfilm)
- 1912: Dad’s Mistake (Kurzfilm)
- 1912: In the Long Run (Kurzfilm)
- 1912: Almost a Suicide (Kurzfilm)
- 1912: Home and Mother (Kurzfilm)
- 1912: Our Lady of the Pearls (Kurzfilm)
- 1913: A Plain Girl’s Love (Kurzfilm)
- 1913: A Black Hand Elopement (Kurzfilm)
- 1913: Pierre of the North (Kurzfilm)
- 1913: A False Friend (Kurzfilm)
- 1913: The Sea Dog (Kurzfilm)
- 1913: Right for Right’s Sake (Kurzfilm)
- 1913: The Failure of Success (Kurzfilm)
- 1913: All Rivers Meet at Sea (Kurzfilm)
- 1913: The Spark of Manhood (Kurzfilm)
- 1913: The Bondsman (Kurzfilm)
- 1913: God of Chance (Kurzfilm)
- 1913: The Revelation (Kurzfilm)
- 1913: Romance of Erin (Kurzfilm)
- 1913: The Heart of Kathleen (Kurzfilm)
- 1913: The Cracksmanvs Reformation (Kurzfilm)
- 1913: The Fires of Fate (Kurzfilm)
- 1913: Retribution (Kurzfilm)
- 1913: A Cracksman Santa Claus (Kurzfilm)
- 1913: The Lightning Bolt (Kurzfilm)
- 1913: A Hopi Legend (Kurzfilm)
- 1914: The Intruder (Kurzfilm)
- 1914: The Countess Betty’s Mine (Kurzfilm)
- 1914: The Wheel of Life (Kurzfilm)
- 1914: Fires of Conscience (Kurzfilm)
- 1914: The Greater Devotion (Kurzfilm)
- 1914: A Flash in the Dark (Kurzfilm)
- 1914: Breed o’ the Mountains (Kurzfilm)
- 1914: The Voice of the Viola (Kurzfilm)
- 1914: Heart of the Hills (Kurzfilm)
- 1914: The Way of a Woman (Kurzfilm)
- 1914: The Mountaineer (Kurzfilm)
- 1914: The Spider and Her Web (Kurzfilm)
- 1914: Cupid Incognito (Kurzfilm)
- 1914: A Gypsy Romance (Kurzfilm)
- 1914: The Test (Kurzfilm)
- 1914: The Skeleton (Kurzfilm)
- 1914: The Fruit of Evil (Kurzfilm)
- 1914: Women and Roses (Kurzfilm)
- 1914: The Quack (Kurzfilm)
- 1914: The Siren (Kurzfilm)
- 1914: The Man Within (Kurzfilm)
- 1914: Passing of the Beast (Kurzfilm)
- 1914: Love’s Western Flight (Kurzfilm)
- 1914: A Wife on a Wager  (Kurzfilm)
- 1914: ’Cross the Mexican Line (Kurzfilm)
- 1914: The Den of Thieves (Kurzfilm)
- 1914: The Test of Manhood (Kurzfilm)
- 1914: The Only Way (Kurzfilm)
- 1914: The Mask (Kurzfilm)
- 1914: The Dream of Loco Juan (Kurzfilm)
- 1914: The Stranger (Kurzfilm)
- 1915: The Crystal Globe (Kurzfilm)
- 1915: Prejudice Conquered (Kurzfilm)
- 1915: $500 Reward (Kurzfilm)
- 1915: The Bigot (Kurzfilm)
- 1915: The Adventurer (Kurzfilm)
- 1915: A Tale of the Hills (Kurzfilm)
- 1915: The Witness (Kurzfilm)
- 1915: Fate’s Vengeance (Kurzfilm)
- 1915: The Bond of Friendship (Kurzfilm)
- 1915: The Skein of Life (Kurzfilm)
- 1915: The Hawk and the Hermit (Kurzfilm)
- 1915: A Voice from the Sea (Kurzfilm)
- 1915: The Heritage of a Century (Kurzfilm)
- 1915: The Vanishing Cinderella (Kurzfilm)
- 1915: Letters Entangled (Kurzfilm)
- 1915: In Humble Guise (Kurzfilm)
- 1915: Where the Trail Led (Kurzfilm)
- 1915: The Toilers of the Sea (Kurzfilm)
- 1915: The Explorer (Verschollen)
- 1915: The Wolf’s De (Kurzfilm)
- 1915: The Misleading Clue (Kurzfilm)
- 1915: Mr. Grex of Monte Carlo
- 1915: The Unknown
- 1915: One Hundred Years Ago (Kurzfilm)
- 1916: The Phantom Island (Kurzfilm)
- 1916: Doctor Neighbor
- 1916: Her Husband’s Faith (Kurzfilm)
- 1916: Heartaches (Kurzfilm)
- 1916: Two Mothers (Kurzfilm)
- 1916: Her Soul’s Song (Kurzfilm)
- 1916: Romance at Random (Kurzfilm)
- 1916: The Way of the World
- 1916: Number 16 Martin Place (Kurzfilm)
- 1916: A Yoke of Gold
- 1916: The Unattainable
- 1916: Black Friday
- 1916: The Human Gamble (Kurzfilm)
- 1916: Barriers of Society
- 1916: The Question Mark (Kurzfilm)
- 1916: The Turn of the Wheel (Kurzfilm)
- 1916: The False Clue (Kurzfilm)
- 1916: The Devil’s Bondwoman
- 1916: The Mother Call (Kurzfilm)
- 1916: The Wrong Heart (Kurzfilm)
- 1916: The Ivy and the Oak (Kurzfilm)
- 1917: The Girl and the Crisis
- 1917: Buried Alive (Kurzfilm)
- 1917: It Makes a Difference (Kurzfilm)
- 1917: The Scarlet Crystal
- 1917: The Penalty of Silence (Kurzfilm)
- 1917: Treason (Verschollen)
- 1917: The Squaw Man’s Son
- 1917: Mothers of Men
- 1918: His Extra Bit (Kurzfilm)
- 1920: The Fighting Chance
- 1922: The Masked Avenger
- 1923: Human Wreckage
- 1924: Broken Laws
- 1925: The Red Kimona
- 1927: The Satin Woman
- 1928: Hellship Bronson (Verschollen)
- 1933: Man Hunt
- 1934: The Road to Ruin

### Als Drehbuchautorin
- 1923: Human Wreckage
- 1925: The Red Kimona
- 1932: The Racing Strain
- 1934: The Road to Ruin
- 1935: Women Must Dress
- 1935: Honeymoon Limited
- 1938: Prison Break
- 1940: Tomboy
- 1940: On the Spot
- 1940: Haunted House
- 1940: Drums of the Desert
- 1940: The Old Swimmin’ Hole
- 1941: Redhead
- 1947: Curley
- 1947: The Hal Roach Comedy Carnival
- 1948: Who Killed Doc Robbin?
- 1949: Impact
- 1951: Rhubarb
- 1952: Francis Goes to West Point
- 1954: Francis Joins the WACS
- 1955: Zwischen Haß und Liebe (Footsteps in the Fog)
- 1956: Lux Video Theatre (Fernsehserie, 1 Folge)
- 1958: Ihr Star: Loretta Young (Fernsehserie, 1 Folge)

### Als Regisseurin
- 1923: Human Wreckage
- 1925: The Red Kimona
- 1929: Linda
- 1933: Sucker Money
- 1934: The Road to Ruin
- 1934: The Woman Condemned

### Als Produzentin
- 1923: Human Wreckage (Koproduzentin als Mrs. Wallace Reid)
- 1924: Broken Laws
- 1925: The Red Kimona
- 1929: The Earth Woman
- 1929: Linda
- 1934: Redhead
- 1935: Women Must Dress
- 1935: Honeymoon Limited
- 1936: The House of a Thousand Candles
- 1937: Paradise Isle
- 1937: A Bride for Henry
- 1938: Rose of the Rio Grande